# 35365 Куні
35365 Куні (35365 Cooney) — астероїд головного поясу, відкритий 21 жовтня 1997 року.
Тіссеранів параметр щодо Юпітера — 3,588.